# Rolling Blackouts
Rolling Blackouts è il terzo album del gruppo inglese The Go! Team. È stato pubblicato il 31 gennaio 2011 in Gran Bretagna e il giorno seguente negli USA.

## Tracce
1. T.O.R.N.A.D.O. – 2:09
2. Secretary Song – 3:32
3. Apollo Throwdown – 3:20
4. Ready to Go Steady – 2:45
5. Bust-Out Brigade – 2:42
6. Buy Nothing Day – 3:59
7. Super Triangle – 1:46
8. Voice Yr Choice – 3:34
9. Yosemite Theme – 4:09
10. The Running Range – 3:45
11. Lazy Poltergeist – 1:40
12. Rolling Blackouts – 3:30
13. Back Like 8 Track – 3:49